# Liberty County, Georgia
Liberty County är ett administrativt område i delstaten Georgia, USA, med 63 453 invånare. Den administrativa huvudorten (county seat) är Hinesville.

## Geografi
Enligt United States Census Bureau har countyt en total area på 1 561 km². 1 345 km² av den arean är land och 216 km² är vatten.
Huvuddelen av Fort Stewart är belägen i countyt.

### Angränsande countyn
- Bryan County, Georgia - norr
- McIntosh County, Georgia - syd
- Long County, Georgia - väst
- Evans County, Georgia - nordväst
- Tattnall County, Georgia - nordväst